# Tessin b. Boizenburg
Tessin b. Boizenburg település Németországban, Mecklenburg-Elő-Pomeránia tartományban. Lakosainak száma 389 fő (2023. december 31.).

## Népesség
A település népességének változása:
| Lakosok száma | 422  | 423  | 404  | 404  | 389  |
|               | 2017 | 2019 | 2021 | 2022 | 2023 |